# Ballweiler
Ballweiler ist ein Stadtteil von Blieskastel im saarländischen Saarpfalz-Kreis. Bis Ende 1973 war Ballweiler eine eigenständige Gemeinde im Landkreis Sankt Ingbert. Zu Ballweiler gehört auch der Ortsteil Wecklingen.

## Geographie
Ballweiler liegt im Bliesgau rund 8 km südwestlich von Blieskastel auf einer Höhe von 294 m ü. NHN zwischen Hölsch- und Kalbenberg. Von beiden Bergen hat man einen ausgezeichneten Blick auf den Ort und weite Teile des Saarpfalz-Kreises. Der Kalkstein des Naturschutzgebietes Kalbenberg ist bekannt für seinen Reichtum an Fossilien. Am Kalbenberg wurde seit den 1880er Jahren bis zum Ende des Zweiten Weltkriegs Kalkstein abgebaut. Die Kalksteine wurden über eine 2,8 km lange Drahtseilbahn bis zum Kalkwerk Blickweiler befördert. Gegen Ende des Zweiten Weltkriegs nutzten die Bewohner der umliegenden Orte die Stollen als Schutzraum.

## Geschichte
Der Name des Ortes ist von „Ballo“, einem fränkischen Sippenführer, abgeleitet.
Die schriftliche Überlieferung für Ballweiler, in dem man eine Ausbausiedlung des älteren Ortsteils Wecklingen vermutet, setzt mit einer Urkunde aus dem Jahr 1231 ein: „Albertus, Ritter, genannt zu Munt, übergibt dem Kloster Wörschweiler zu ewigem Almosen seinen Zehnten zu Ballweiler und außerdem das Patronatsrecht an der Kirche von Wecklingen“.
Im 14. Jahrhundert kamen Ballweiler und Wecklingen in den Besitz Kurtriers und wurden je zur Hälfte als Lehen vergeben. Zu Beginn des 16. Jahrhunderts wurden die Herren von Eltz Inhaber dieser Lehen, die sich um 1554/55 in Wecklingen ein Schloss erbauten. 1659/1660 wurde das Wecklinger Schloss, zusammen mit Rechten und Leibeigenen der beiden Dörfer, von der Familie von der Leyen erworben.
Im Rahmen der saarländischen Gebiets- und Verwaltungsreform wurde die bis dahin eigenständige Gemeinde Ballweiler am 1. Januar 1974 der Stadt Blieskastel zugeordnet. Ballweiler ist seitdem ein Stadtteil und ein Gemeindebezirk. Heute ist Ballweiler ein aufstrebender und als Wohn- und Wochenendgebiet beliebter Ort, wie die in den letzten Jahren entstandenen Gebäude zeigen.

## Politik
Ergebnis der Bundestagswahl vom 24. September 2017.
- CDU: 35,3 %
- SPD: 25,2 %
- Die Linke: 10,7 %
- Grüne: 3,3 %
- AFD: 16,1 %
- FDP: 5,2 %
- Andere: 4,2 %

Die Wahlbeteiligung lag bei 78,9 %.

### Ortsrat
Sitzverteilung im Ortsrat:
- CDU: 4 Sitze
- SPD: 2 Sitze
- Grüne: 1 Sitz

(Stand: Juli 2009)

### Ortsvorsteher
- Stefan Noll (seit 7. Juli 2009)[7]

## Sehenswertes

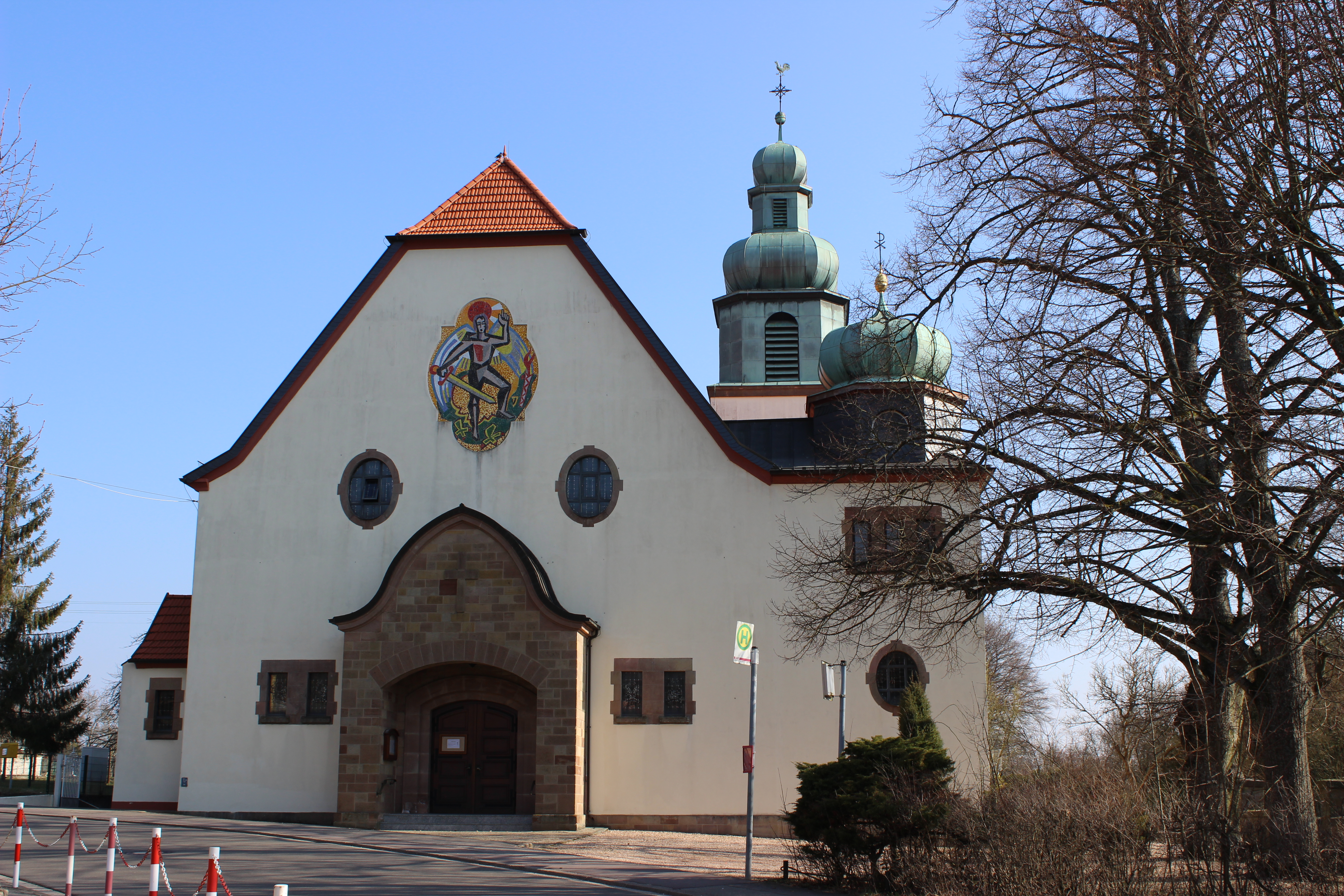
Katholische Pfarrkirche St. Josef

Sehenswert im Ortskern von Ballweiler ist die katholische Pfarrkirche St. Josef. Sie wurde 1929 nach Plänen von Albert Boßlet erbaut und zeigt neobarocke Einflüsse. Weithin sichtbar ist die mächtige Haube des Kirchturmes, der den Chor flankiert. Das Kirchengebäude ist eine weite, tonnengewölbte Halle mit sechs Jochen, an die ein schmales Seitenschiff angefügt ist. Im Chor führen zwei Zugänge in barockisierender Form zu kleinen Nebenräumen, die als Sakristei dienen. Der südliche von diesen Räumen ist zugleich der Unterbau des Kirchturmes, von dem man durch einen überdachten Verbindungsgang zum Pfarrhaus gelangt. Während des Zweiten Weltkrieges erlitt das Gotteshaus Schäden durch Granateinschläge, die nach 1945 behoben wurden. Eine Renovierung der Kirche erfolgte 1990/91. Für die Ausstattung schuf der Blieskasteler Bildhauer Karl Erich Riemann 1931 eine große Pietà.
Ebenfalls sehenswert sind zwei Wegekreuze aus dem 18. bzw. 19. Jahrhundert in der Biesinger Straße, die in der Denkmalliste des Saarlandes als Einzeldenkmal aufgeführt sind.

## Persönlichkeiten
- Carl Johann Becker-Gundahl (1856–1925), Maler und Akademieprofessor in München